# Рання Зоря
Рання Зоря (до 1928 року — хутір Березово-Ярськ, у 1928-2016 роках — Червона Зірка) — село в Україні, у Міловській селищній громаді Старобільського району Луганської області. Найсхідніший населений пункт України. Згідно перепису 2001 року населення становило 106 осіб. Станом на 2016 рік село повністю покинуте, офіційно зареєстровано лише 17 осіб.
На схід від села на території Російської Федерації знаходиться зупинний пункт 917 км.

## Історія
Село постраждало внаслідок геноциду українського народу, вчиненого урядом СРСР у 1932—1933 роках, кількість встановлених жертв у Березово-Ярській сільській раді — 124 людини.
2016 року Верховна Рада України перейменувала село Червона Зірка на село Рання Зоря відповідно до вимог декомунізації.

## Населення
За даними перепису 2001 року населення села становило 116 осіб, з них 66,98 % зазначили рідною мову українську, 19,81 % — російську, а 13,21 % — іншу.
На початку 1990-х років у селі поселилась громада аварців — вихідців із Дагестану.
3 2016 року село повністю покинуте, офіційно зареєстровано лише 17 осіб

## Політика
Село належить до виборчої дільниці № 440243. В парламентських виборах України 2014 року явка виборців складала 37,40 %. Найбільше голосів набрали такі політичні партії: Комуністична партія України — 30,63 %; Сильна Україна — 13,13 %; Батьківщина — 11,38 %; Опозиційний блок — 10,28 %; Блок Петра Порошенка — 6,35 %.